# Kvarnbacka
Kvarnbacka (finska: Myllymäki) är en stadsdel i Vanda stad i landskapet Nyland. 
Kvarnbacka ligger vid två stora trafikleder: Tavastehusleden i öster och Ring III i söder. De västra och norra delarna av stadsdelen är däremot jord- och skogsbruksmark. Grannstadsdelar är Petikko i öster och Käinby i norr. Vid Ring III finns ett litet industriområde med lager och depåer, medan resten av stadsdelen består av glesa egnahemshusområden. 
Kvarnbacka kommer att växa kraftigt med början på 2010-talet. En ny järnvägsstation, Veckals järnvägsstation, öppnade i Kvarnbacka i juli 2015 på den nya Ringbanan. Stationen planeras betjäna invånare, arbetstagare och shoppare i den planerade stadsdelen Marja-Vanda som delvis omfattar Kvarnbacka. Man har planerat att koncentrera stormarknader, industrier och kontor vid Tavastehusleden. Däremot har man planerat färre nya bostäder i Kvarnbacka än i grannstadsdelen Biskopsböle på andra sidan Tavastehusleden på grund av flygbuller. Vanda stadsfullmäktige godkände Marja-Vandas delgeneralplan i juni 2006. 